# 3. Liga
De 3. Liga ofwel Dritte Liga is de op twee na hoogste afdeling van het Duitse profvoetbal. Deze divisie bestaat sinds de aanvang van het seizoen 2008/09. In de nieuwe competitie-opzet mogen maximaal vier reserveteams van profclubs meespelen, die geen promotierecht hebben. Het oude derde niveau was de Regionalliga, waarin geen beperkingen golden ten aanzien van het aantal reserveteams, behalve het feit dat ze niet mochten promoveren naar de 2. Bundesliga. In de 3. Liga spelen 20 teams.

## Geschiedenis
Op 8 september 2006 kondigde de DFB, Duitse voetbalbond, de 3. Liga aan. Oorspronkelijk was de naam 3. Bundesliga, maar werd veranderd in 3. Liga, omdat de bond de competitie zelf beheert, in tegenstelling tot de 1. Bundesliga en de 2. Bundesliga, die beide door de Deutsche Fußball Liga worden beheerd. Het beheren van de competitie door de DFB is te vergelijken met Frankrijk en Japan, waar de bonden de Championnat National en de Japan Football League, beheren. In 2018 degradeerde Rot-Weiß Erfurt uit de 3. Liga. Het was de enige club die tot dan toe alle seizoenen in de competitie had gespeeld.

### Overgangsregeling
In het seizoen 2007/08 spelen de clubs uit de beide Regionalliga's om kwalificatie voor de Derde Bundesliga. Net zoals voorheen promoveren echter ook de vier beste teams naar de 2. Bundesliga. De acht overige, bestgeklasseerde teams uit beide Regionalliga's, samen met de vier degradanten uit de Tweede Bundesliga, vormen de 20 teams in het eerste seizoen. De overige teams uit de huidige Regionalliga's worden ondergebracht in de nieuwe opzet van de Regionalliga. Voor de kampioenen uit de diverse Oberliga's bestaat geen kans zich te kwalificeren voor de 3. Liga.
Alhoewel het strikt genomen geen promotie betekent voor de zestien teams uit de Regionalliga (deze blijven immers actief op het derde niveau in het Duitse voetbalsysteem), zal het in de praktijk een beduidend sterker deelnemersveld opleveren, aangezien het derde niveau niet langer uit twee regionale divisies bestaat. De 3. Liga is een landelijke competitie en zal vermoedelijk een grotere media aandacht krijgen. Ook de beperking van het aantal reserveteams zal de kwaliteit in de praktijk ten goede komen. In het eerste seizoen mochten slechts maximaal 4 tweede elftallen van verenigingen uit de Bundesliga deelnemen. Deze regeling was in de volgende jaren niet van kracht, maar als het tot een ongewenste ontwikkeling had geleid (namelijk een overvloed aan tweede elftallen op het derde niveau) dan was de zaak opnieuw geevalueerd. In de eerste 3 seizoenen waren er echter nooit meer dan 4 tweede elftallen tegelijkertijd actief in de 3e Liga. De verenigingen hebben ook het recht opgegeven om met hun tweede elftallen aan het DFB-Pokal toernooi deel te nemen en ze delen ook niet mee in de verdeling van de tv-gelden die de 3e Liga weet te genereren.
De invoering van de 3. Liga, een compleet nieuwe laag in de piramide, en de uitbreiding van de Regionalliga's (van twee naar drie) heeft grote gevolgen voor de diverse Oberliga's. De status die deze ooit hadden zal behoorlijk afnemen aangezien de topteams doorstromen naar de Regionalliga's, die grotendeels opnieuw moeten worden ingevuld.

### Licentievoorwaarden
Om in de 3. Liga te kunnen spelen, moeten clubs voldoen aan enkele licentievoorwaarden. Voor een promotie-aanvraag naar de 3. Liga wordt er een toelatingsprocedure gestart waarin economische en organisatorische aspecten aan bod komen. Pas aan het einde van het seizoen wordt er over de licentie-aanvraag geoordeeld. Een club die niet voldoet aan de vereisten, wordt naar de Regionalliga verwezen.
Een van de belangrijkste vereisten is een stadioncapaciteit van minstens 10.000 plaatsen. In de loop der jaren zagen meerdere Regionalliga-clubs af van een toelatingsprocedure, aangezien zij niet aan deze licentie-eis konden voldoen, hoewel zij sportief klaar waren voor de 3. Liga. In 2021 besloot de DFB dat de stadioncapaciteit te verlagen naar minstens 5.000 plaatsen. Daarentegen moeten clubs wel aan strengere eisen voldoen zoals mediafaciliteiten, fair play en lichtsterkte.
Voor de belofteploegen geldt een gewijzigde licentieprocedure, aangezien de economische stabiliteit al wordt onderzocht bij het standaardelftal dat speelt in de 1. of 2. Bundesliga.

### Promotieregeling naar de 3. Liga
In september 2019 besloot het DFB-parlement een hervorming van de promotieregels: Vanaf het seizoen 2020/21 zijn er voortaan nog 4 promovendi naar de 3. Liga, waarbij de regionalliga's West en Südwest elk een vaste promotieplaats krijgen. De 3e promotieplaats wordt, via het rotatieprincipe, toebedeeld aan de regionalliga's Nord, Nordost en Bayern. De vertegenwoordigende teams van de beide resterende regionalliga's spelen een Play-off met thuis- en uitwedstrijd om de 4e promotieplaats.
Na het seizoen 202/21 promoveerde de kampioen van Nordost rechtstreeks, na het seizoen 2021/22 de kampioen van Bayern en na het seizoen 2022/23 de kampioen van Noord. Dit schema loopt op deze manier verder.

## Statistieken

### Eeuwige ranglijst
- /18 = aantal seizoenen in de 3. Liga

Vetgedrukte teams spelen in (2025/26) in de 3. Liga
| Club                    | Stad                    | /18 | Periode (2008-2026)                                   |
| ----------------------- | ----------------------- | --- | ----------------------------------------------------- |
| SV Wehen Wiesbaden      | Wiesbaden               | 15  | 2009-2018, 2020-2023, 2024-....                       |
| SpVgg Unterhaching      | Unterhaching            | 13  | 2008-2015, 2017-2021, 2023-2025                       |
| VfL Osnabrück           | Osnabrück               | 13  | 2009-2010, 2011-2019, 2021-2023,2024-....             |
| Hallescher FC           | Halle                   | 12  | 2012-2024                                             |
| Hansa Rostock           | Rostock                 | 12  | 2010-2011, 2012-2021, 2024-....                       |
| Rot-Weiß Erfurt         | Erfurt                  | 10  | 2008-2018                                             |
| SC Preußen Münster      | Münster                 | 10  | 2011-2020, 2023-2024                                  |
| VfB Stuttgart II        | Stuttgart               | 10  | 2008-2016, 2024-....                                  |
| 1. FC Saarbrücken       | Saarbrücken             | 10  | 2010-2014, 2020-....                                  |
| MSV Duisburg            | Duisburg                | 9   | 2013-2015, 2016-2017, 2019-2024, 2025-....            |
| SSV Jahn Regensburg     | Regensburg              | 9   | 2008-2012, 2013-2015, 2016-2017, 2023-2024, 2025-.... |
| Dynamo Dresden          | Dresden                 | 9   | 2008-2011, 2014-2016, 2020-2021, 2022-2025            |
| TSV 1860 München        | München                 | 8   | 2018-....                                             |
| Chemnitzer FC           | Chemnitz                | 8   | 2011-2018, 2019-2020                                  |
| Borussia Dortmund II    | Dortmund                | 8   | 2009-2010, 2012-2015, 2021-2025                       |
| FC Viktoria Köln 1904   | Keulen                  | 7   | 2019-....                                             |
| SV Waldhof Mannheim     | Mannheim                | 7   | 2019-....                                             |
| FC Ingolstadt 04        | Ingolstadt              | 7   | 2009-2010, 2019-2021, 2022-....                       |
| FC Erzgebirge Aue       | Aue                     | 7   | 2008-2010, 2015-2016, 2022-....                       |
| FSV Zwickau             | Zwickau                 | 7   | 2016-2023                                             |
| FC Carl Zeiss Jena      | Jena                    | 7   | 2008-2012, 2017-2020                                  |
| Werder Bremen II        | Bremen                  | 7   | 2008-2012, 2015-2018                                  |
| VfR Aalen               | Aalen                   | 7   | 2008-2009, 2010-2012, 2015-2019                       |
| SV Meppen               | Meppen                  | 6   | 2017-2023                                             |
| SV Wacker Burghausen    | Burghausen              | 6   | 2008-2014                                             |
| Sonnenhof Großaspach    | Aspach                  | 6   | 2014-2020                                             |
| 1. FC Magdeburg         | Maagdenburg             | 6   | 2015-2018, 2019-2022                                  |
| Eintracht Braunschweig  | Braunschweig            | 6   | 2008-2011, 2018-2020, 2021-2022                       |
| SV Sandhausen           | Sandhausen              | 6   | 2008-2012, 2023-2025                                  |
| SC Verl                 | Verl                    | 6   | 2020-....                                             |
| DSC Arminia Bielefeld   | Bielefeld               | 5   | 2011-2013, 2014-2015, 2023-2025                       |
| Bayern München II       | München                 | 5   | 2008-2011, 2019-2021                                  |
| Holstein Kiel           | Kiel                    | 5   | 2009-2010, 2013-2017                                  |
| 1. FC Heidenheim 1846   | Heidenheim an der Brenz | 5   | 2009-2014                                             |
| Kickers Offenbach       | Offenbach am Main       | 5   | 2008-2013                                             |
| Stuttgarter Kickers     | Stuttgart               | 5   | 2008-2009, 2012-2016                                  |
| SC Fortuna Köln         | Keulen                  | 5   | 2014-2019                                             |
| FC Würzburger Kickers   | Würzburg                | 5   | 2015-2016, 2017-2020, 2021-2022                       |
| Energie Cottbus         | Cottbus                 | 5   | 2014-2016, 2018-2019, 2024-....                       |
| 1. FC Kaiserslautern    | Kaiserslautern          | 4   | 2018-2022                                             |
| Rot-Weiss Essen         | Essen                   | 4   | 2022-....                                             |
| SC Freiburg II          | Freiburg im Breisgau    | 3   | 2021-2024                                             |
| KFC Uerdingen           | Krefeld                 | 3   | 2018-2021                                             |
| SC Paderborn 07         | Paderborn               | 3   | 2008-2009, 2016-2018                                  |
| SV Babelsberg 03        | Potsdam                 | 3   | 2010-2013                                             |
| 1. FSV Mainz 05 II      | Mainz                   | 3   | 2014-2017                                             |
| SV Darmstadt 98         | Darmstadt               | 3   | 2011-2014                                             |
| Sportfreunde Lotte      | Lotte                   | 3   | 2016-2019                                             |
| Karlsruher SC           | Karlsruhe               | 3   | 2012-2013, 2017-2019                                  |
| Alemannia Aachen        | Aken                    | 3   | 2012-2013, 2024-....                                  |
| Wuppertaler SV Borussia | Wuppertal               | 2   | 2008-2010                                             |
| VfB Lübeck              | Lübeck                  | 2   | 2020-2021, 2023-2024                                  |
| SV Elversberg           | Spiesen-Elversberg      | 2   | 2013-2014, 2022-2023                                  |
| Türkgücü München        | München                 | 2   | 2020-2022                                             |
| TSV Havelse             | Garbsen                 | 2   | 2021-2020, 2025-....                                  |
| SSV Ulm 1846            | Ulm                     | 2   | 2023-2024, 2025-....                                  |
| FC Viktoria 1889 Berlin | Berlijn                 | 1   | 2021-2022                                             |
| SpVgg Bayreuth          | Bayreuth                | 1   | 2022-2023                                             |
| VfB Oldenburg           | Oldenburg               | 1   | 2022-2023                                             |
| FSV Frankfurt           | Frankfurt am Main       | 1   | 2016-2017                                             |
| RB Leipzig              | Leipzig                 | 1   | 2013-2014                                             |
| Rot-Weiß Oberhausen     | Oberhausen              | 1   | 2011-2012                                             |
| TuS Koblenz             | Koblenz                 | 1   | 2010-2011                                             |
| Rot-Weiss Ahlen         | Ahlen                   | 1   | 2010-2011                                             |
| 1. FC Union Berlin      | Berlijn                 | 1   | 2008-2009                                             |
| Fortuna Düsseldorf      | Düsseldorf              | 1   | 2008-2009                                             |
| Kickers Emden           | Emden                   | 1   | 2008-2009                                             |
| Hannover 96 II          | Hannover                | 1   | 2024-2025                                             |
| TSG 1899 Hoffenheim II  | Sinsheim                | 1   | 2025-....                                             |
| 1. FC Schweinfurt 05    | Schweinfurt             | 1   | 2025-....                                             |

### Uitslagen
| Jaar | Kampioen               | Runner-up                                    | Eventueel na play-offs |
| ---- | ---------------------- | -------------------------------------------- | ---------------------- |
| 2025 | Arminia Bielefeld      | Dynamo Dresden                               | 1. FC Saarbrücken      |
| 2024 | SSV Ulm 1846           | SC Preußen Münster                           | SSV Jahn Regensburg    |
| 2023 | SV Elversberg          | SC Freiburg-II VfL Osnabrück                 | SV Wehen Wiesbaden     |
| 2022 | 1. FC Magdeburg        | Eintracht Braunschweig                       | 1. FC Kaiserslautern   |
| 2021 | Dynamo Dresden         | FC Hansa Rostock                             | FC Ingolstadt 04       |
| 2020 | FC Bayern München II   | FC Würzburger Kickers Eintracht Braunschweig | geen                   |
| 2019 | VfL Osnabrück          | Karlsruher SC                                | SV Wehen Wiesbaden     |
| 2018 | 1. FC Magdeburg        | SC Paderborn 07                              | geen                   |
| 2017 | MSV Duisburg           | Holstein Kiel                                | SSV Jahn Regensburg    |
| 2016 | Dynamo Dresden         | FC Erzgebirge Aue                            | Würzburger Kickers     |
| 2015 | DSC Arminia Bielefeld  | MSV Duisburg                                 | geen                   |
| 2014 | 1. FC Heidenheim 1846  | RB Leipzig                                   | SV Darmstadt 98        |
| 2013 | Karlsruher SC          | Arminia Bielefeld                            | geen                   |
| 2012 | SV Sandhausen          | VfR Aalen                                    | SSV Jahn Regensburg    |
| 2011 | Eintracht Braunschweig | Hansa Rostock                                | Dynamo Dresden         |
| 2010 | VfL Osnabrück          | FC Erzgebirge Aue                            | FC Ingolstadt 04       |
| 2009 | 1. FC Union Berlin     | Fortuna Düsseldorf                           | SC Paderborn 07        |

### Meeste wedstrijden
| #  | Speler        | Vereniging | Wed. |
| -- | ------------- | --- | ---- |
| 1. | Robert Müller | KFC Uerdingen, Hansa Rostock, Energie Cottbus, FC Carl Zeiss Jena, Holstein Kiel, SV Wehen Wiesbaden, VfR Aalen, SpVgg Unterhaching | 348  |
| 2. | Tim Danneberg | Eintracht Braunschweig, VfL Osnabrück, SV Sandhausen, Holstein Kiel, Chemnitzer FC                                                  | 332  |
| 3. | Thomas Geyer  | VfB Stuttgart II, SV Wehen Wiesbaden, VfR Aalen, SSV Ulm 1846                                                                       | 331  |
| 4. | Alf Mintzel   | SV Sandhausen, SV Wehen Wiesbaden                                                                                                   | 325  |
| 5. | Anton Fink    | SpVgg Unterhaching, VfR Aalen, Karlsruher SC, Chemnitzer FC                                                                         | 324  |

t/m seizoen 2023/2024

### Topscorers
| Jaar | Speler              | Club                   | Goals |
| ---- | ------------------- | ---------------------- | ----- |
| 2024 | Jannik Mause        | FC Ingolstadt 04       | 18    |
| 2023 | Ahmet Metin Arslan  | Dynamo Dresden         | 25    |
| 2022 | Marcel Bär          | TSV 1860 München       | 21    |
| 2021 | Sascha Mölders      | TSV 1860 München       | 22    |
| 2020 | Kwasi Wriedt        | FC Bayern München-II   | 24    |
| 2019 | Marvin Pourie       | Karlsruher SC          | 22    |
| 2018 | Manuel Schäffler    | SV Wehen Wiesbaden     | 22    |
| 2017 | Christian Beck      | 1. FC Magdeburg        | 17    |
| 2016 | Justin Eilers       | Dynamo Dresden         | 23    |
| 2015 | Fabian Klos         | DSC Arminia Bielefeld  | 23    |
| 2014 | Dominik Stroh-Engel | SV Darmstadt 98        | 27    |
| 2013 | Anton Fink          | Chemnitzer FC          | 20    |
| 2013 | Fabian Klos         | DSC Arminia Bielefeld  | 20    |
| 2012 | Marcel Reichwein    | FC Rot-Weiß Erfurt     | 17    |
| 2011 | Dominick Kumbela    | Eintracht Braunschweig | 19    |
| 2011 | Patrick Mayer       | 1. FC Heidenheim 1846  | 19    |
| 2010 | Régis Dorn          | SV Sandhausen          | 22    |
| 2009 | Anthony Fink        | SpVgg Unterhaching     | 21    |

Alemannia Aachen ·
Erzgebirge Aue ·
Arminia Bielefeld ·
Energie Cottbus ·
Borussia Dortmund II ·
Dynamo Dresden ·
Rot-Weiss Essen ·
Hannover 96 II ·
FC Ingolstadt 04 ·
FC Viktoria Köln 1904 ·
SV Waldhof Mannheim ·
TSV 1860 München ·
VfL Osnabrück ·
Hansa Rostock ·
1. FC Saarbrücken ·
SV Sandhausen ·
VfB Stuttgart II ·
SpVgg Unterhaching ·
SC Verl ·
SV Wehen Wiesbaden
2008/09 ·
2009/10 ·
2010/11 ·
2011/12 ·
2012/13 ·
2013/14 ·
2014/15 ·
2015/16 ·
2016/17 ·
2017/18 ·
2018/19 ·
2019/20
Albanië ·
België · 
Bulgarije ·
Curaçao ·
Cyprus · 
Denemarken · 
Duitsland · 
Engeland · 
Estland · 
Finland · 
Frankrijk · 
Georgië · 
Gibraltar ·
Griekenland · 
Italië · 
Kroatië · 
Luxemburg · 
Nederland · 
Noord-Ierland · 
Noord-Macedonië · 
Noorwegen · 
Oekraïne · 
Oostenrijk · 
Polen · 
Portugal · 
Roemenië · 
Rusland · 
Schotland · 
Servië · 
Slovenië · 
Slowakije · 
Spanje · 
Tsjechië (Moravië / Bohemen) ·
Turkije · 
Wales · 
Zweden · 
Zwitserland